# Dimitri Tikovoï
Dimitri Tikovoï est un musicien et réalisateur artistique français.

## Biographie
Dimitri Tikovoï a des origines russes et sud-américaines. Il a une formation de batteur et a joué pour le groupe Big Soul. Il produit et écrit plusieurs chansons de l'album Blonde (1995) de Guesch Patti. Il s'installe ensuite à Londres et crée le projet Trash Palace. Il participe à l'enregistrement de l'album Black Market Music (2000) de Placebo au niveau de la programmation des machines et persuade Brian Molko de collaborer à Trash Palace pour l'album Positions (2002) auxquels participent aussi notamment John Cale et Asia Argento.
Il travaille ensuite à la production de l'album Meds (2006) de Placebo et pour des albums d'autres artistes tels que Sophie Ellis-Bextor (pour Trip the Light Fantastic et Make a Scene), The Horrors, Sharko et Ghinzu (pour Mirror Mirror).